# ريجينة باشا
ريجينة خاتون (؟-1933م)
وتسمى ريجينة باشا أيضاً.

## السيرة
ريجينة مراد باشا، أو ريجينة مردخاي شخصية نسائية عراقية، وهي ابنة تاجر يهودي هاجر إلى بغداد، من إسطنبول هرباً من جرم أدين به،  وهي من أصول إيرانية. أشتهرت في مدينة بغداد وذاع صيتها كسمسارة في العقدين الثاني والثالث من القرن العشرين، وكانت تكنى بأم ناجي، وعندها ابنة تدعى نجية.
ولها ثلاث شقيقات مارسن الفن والغناء وبرزن في الوسط اليهودي وهن: مسعودة وروزة والفنانة سليمة مراد باشا التي حكمت عليها إسرائيل بالإعدام بتهمة تحريض الشعب العراقي على الصهيونيين المسالمين، وبرعت سليمة باشا في الغناء العراقي الحديث والتي تزوجت من قاريء المقام العراقي الفنان ناظم الغزالي.
جاءت شهرة ريجينة من خلال مجلسها الخاص الذي كانت تقيمه في بيتها، حيث موائد القمار والخمر، وتسليف الخاسرين بالربا. كما استقطبت رجال الإدارة والمسؤولين في الدولة العراقية، بدعوتهم إلى جلسات الأدب والشعر والسياسة والغناء والرقص، التي شاركت فيها الراقصات والمطربات اليهوديات اللواتي كن واجهات المجتمع الفني. وايضا برز عدد من بنات الهوى، خاصة بنات توحة أو نومة وهن، ليلو وخزنة، اما الراقصات فأشهرهن، حنينة التي جلبت الأنظار حيث تهافت الرواد لحضور حفلاتها التي كانت تقام على مسرح أُوتيل متروبول في شارع الرشيد، وبهذا الشارع كانت تسكن ريجينة وأختها المطربة سليمة مراد والأخرى روزة، وفي بيتها تتم الكثير من الاجتماعات. ويقال ان وزارات شكلت في بيتها، كما يقال ان نوري السعيد استدان منها عند بناء بيته، إضافة إلى اثنين أو ثلاث من السياسيين العراقيين كانوا يقترضون منها بفائدة، وكان البغداديون يعيروهم على ذلك، وغفلوا ان هؤلاء السياسيون لم يمدوا ايديهم إلى اموال الدولة أو ان يقبلوا الرشوة. هذا وقد سلك مسلكها في جانب الكرخ ريمة أم عظام وريمة حكاك. 
وكل هذه الأعمال والفعاليات جعلت من ريجينة باشا وفي وقت قصير من أصحاب الثروة الطائلة، ولها سيارة كانت طبق الاصل مع سيارة الملك غازي، بحيث إذا مرت إحدى السيارتين في شارع الرشيد لم يفرق الناس فيما إذا كانت تلك سيارة الملك غازي ام سيارة ريجينة.

## وفاتها
بعد كل هذه الأعمال والفعاليات التي قامت بها ريجينة باشا والتي استطاعت من خلالها ان تصبح لديها ثروة طائلة من الاموال والعقارات، فقد شيدت لها قصراً فخماً في شارع العسكري ببغداد، على شاطيء دجلة قرب مستشفى المجيدية الذي لم يشيد مثله منذ العهد البويهي والسلجوقي، كما يذكر أمين المميز صاحب كتاب بغداد كما عرفتها، حيث أعتبره من أفخم القصور في تلك المنطقة ولكنها لم تسكنه، إذ قتلت في دارها التي في منطقة الكرادة خارج، من قبل زوجها الثاني المهندس عبد الكريم سنة 1933م، قبل ان تنتقل اليه.
حيث أطلق النار عليها ثم على نفسه. ولا بد من الإشارة هنا إلى ان زوج ريجينة الأول كان إسمه محمد 
 البمبيلي نسبة إلى مدينة بومباي الهندية، ثم طلقها، مما جعل الشاعر الشعبي الملا عبود الكرخي ان يوثق حادثة الطلاق بقصيدة دالية من الشعر الصريح والمكشوف، مطلعها:
 وكانت قد أشهرت إسلامها عند زواجها منه. وبعد وفاتها اشترى القصر اليهودي الثري الذي انتخب عام 1926 عضواً في غرفة تجارة بغداد بالدورة الأولى، نوري فتاح. ورغم انها قتلت رمياً بالرصاص، الا ان الاهزوجة التي ذكرها الشاعر الملا عبود الكرخي انها قتلت بطبر هي التي شاعت، حيث قال:
وفي عام 1984م قام المسرح العراقي بعرض مسرحية بعنوان (نديمكم هذا المساء)، تناولت في جزء منها بعض من حياة ريجينة خاتون، ولقائها مع الممثل الكوميدي الاخباري جعفر آغا لقلق زادة، اعد المسرحية الكاتب عادل كاظم، واخرجها على المسرح المخرج محسن العزاوي.